# Rocas de Benet
Las Rocas de Benet (en catalán, Roques de Benet), de 1.017 metros, están situadas en el centro de todo el conjunto de montañas, separadas del municipio de Horta de San Juan por una gran llanura. Estas rocas constituyen una de las formaciones montañosas más características y emblemáticas del parque natural de Los Puertos. Sus paredes verticales de conglomerado se alzan casi 300 m sobre un zócalo calcáreo.
Su nombre, Bene, es de origen árabe y aparece recogido en la carta de población cristiana del siglo XII. El camino para subir está señalizado y es apto para todo el mundo que tenga una mínima forma física. Desde la cima se puede contemplar toda la llanura que hay en frente y las montañas que la rodean.
En un día claro se pueden ver los Pirineos en el horizonte.
Esta cima está incluida en el listado de las 100 cimas de la FEEC  con el nombre de Roques de Benet.